# Aron (fiume)
L'Aron è un fiume francese, che scorre nei dipartimenti della Nièvre nelle regioni della Borgogna-Franca Contea e che sfocia nella Loira.

## Geografia
La sorgente si trova poco a sud di Saint-Révérien. Poco dopo forma l'Étang d'Aron per poi scendere verso est e virare subito a sud. Prima di Châtillon-en-Bazois riceve da sinistra l’Alnain, quindi prosegue verso sud-est formando grandi anse: i maggiori affluenti, come il Veynon e la Dragne, provengono ancora da sinistra. In seguito piega lentamente verso sud-ovest e a Cercy-la-Tour nell’Aron si gettano la Canne da destra e l’Alène (principale affluente) da sinistra. Presso Verneuil riceve l’Andarge, quindi termina il proprio corso nella Loira, tra Decize e Saint-Léger-des-Vignes.